# Artoriopsis melissae
Artoriopsis melissae là một loài nhện trong họ Lycosidae.
Loài này thuộc chi Artoriopsis. Artoriopsis melissae được Volker W. Framenau miêu tả năm 2007.